# ربيع الكاخي
ربيع الكاخي هو لاعب كرة قدم لبناني في مركز حراسة المرمى، ولد في 9 أغسطس 1984 في ماراكايبو في فنزويلا. لعب مع نادي الصفاء.

## وصلات خارجية
- ربيع الكاخي على موقع ناشيونال فوتبول تيمز (الإنجليزية)
- ربيع الكاخي على موقع Soccerway.com (الإنجليزية)
- ربيع الكاخي على موقع كووورة